# Liste der Mitglieder des Landtags von Baden-Württemberg (17. Wahlperiode)

Stimmenmehrheiten in den Wahlkreisen

Diese Liste gibt einen Überblick über alle 154 Mitglieder des 17. baden-württembergischen Landtags (2021–2026) mit Fraktionszugehörigkeit, Wahlkreis (insgesamt 70), Art des Mandates und Stimmenanteil. Der 17. Landtag wurde am 14. März 2021 gewählt und fand sich am 11. Mai 2021 zur 1. Plenarsitzung zusammen. Es gab keine Listenwahl, nur eine Stimme für den Wahlkreis-Kandidaten und dessen Partei gleichzeitig. In manchen Wahlkreisen wurde nur das Erstmandat vergeben, in anderen auch ein bis drei Zweitmandate.

## Zusammensetzung des Landtags
| Fraktion              | Gewählt     | Gewählt      | Gewählt | Veränderungen                                                           | Veränderungen                                                       | Veränderungen   |
| Fraktion              | Erstmandate | Zweitmandate | Gesamt  | Abgänge                                                                 | Zugänge                                                             | Aktueller Stand |
| --------------------- | ----------- | ------------ | ------- | ----------------------------------------------------------------------- | ------------------------------------------------------------------- | --------------- |
| Bündnis 90/Die Grünen | 058         | 0            | 058     | Sckerl, Bay, Frey, Bauer, Frank, Grath, Cataltepe, Bogner-Unden, Schoch | Tuncer, Achterberg, Hagmann, Geugjes, Wehinger, Resch, Höh, Tonojan | 057             |
| CDU                   | 012         | 030          | 042     | Wald                                                                    | von Loga, Cataltepe                                                 | 043             |
| SPD                   | 0           | 019          | 019     | Gruber, Born                                                            | Kirschbaum                                                          | 018             |
| FDP/DVP               | 0           | 018          | 018     |                                                                         |                                                                     | 018             |
| AfD                   | 0           | 017          | 017     | Grimmer, Podeswa, Goßner                                                | Bamberger, Klecker, Scheer                                          | 017             |
| fraktionslos          | 0           | 0            | 0       |                                                                         | Born                                                                | 01              |
| Gesamt                | 070         | 084          | 154     |                                                                         |                                                                     | 154             |

## Fraktionsvorstände
| Fraktion | Vorsitzende                                              | Stellvertretende Vorsitzende | Parlamentarische Geschäftsführer                                                                     |
| -------- | -------------------------------------------------------- | --- | --- |
| Grüne    | Andreas Schwarz                                          | Cindy Holmberg Petra Krebs Oliver Hildenbrand Daniel Lede Abal bis Februar 2022 Nese Erikli ab März 2022 Susanne Bay bis Januar 2022 Thomas Poreski ab März 2022                                                                                  | Uli Sckerl bis Februar 2022 Daniel Lede Abal ab März 2022                                            |
| CDU      | Manuel Hagel                                             | Thomas Blenke bis Juni 2023 Thomas Dörflinger Christine Neumann Stefan Teufel Raimund Haser ab Juni 2023 | Andreas Deuschle                                                                                     |
| SPD      | Andreas Stoch                                            | Stefan Fulst-Blei Nicolas Fink Dorothea Kliche-Behnke Gabi Rolland | Sascha Binder                                                                                        |
| FDP      | Hans-Ulrich Rülke                                        | Nico Weinmann Timm Kern Julia Goll | Jochen Haußmann                                                                                      |
| AfD      | Bernd Gögel bis Dezember 2022 Anton Baron ab Januar 2023 | Rainer Balzer bis Januar 2023 Rainer Podeswa bis August 2023 Ruben Rupp bis April 2022 Udo Stein Carola Wolle bis Januar 2023 Rüdiger Klos April 2022 bis Januar 2023 Hans-Jürgen Goßner Januar 2023 bis März 2025 Miguel Klauß ab September 2023 | Anton Baron bis Januar 2023 Emil Sänze April 2022 bis Januar 2023 Daniel Lindenschmid ab Januar 2023 |

## Abgeordnete
| Foto                                                                   | Name                     | geb. | Fraktion     | Wahlkreis                    | Mandat                      | Anteil | Anmerkung |
| ---------------------------------------------------------------------- | ------------------------ | ---- | ------------ | ---------------------------- | --------------------------- | ------ | --- |
|                                                                        | Gudula Achterberg        | 1965 | GRÜNE        | 18 Heilbronn                 | Nachrückerin im Erstmandat  | 30,0 % | nachgerückt am 1. Februar 2022 für Susanne Bay                                                                       |
|                                                                        | Muhterem Aras            | 1966 | GRÜNE        | 01 Stuttgart I               | Erstmandat                  | 44,8 % | Landtagspräsidentin                                                                                                  |
|                                                                        | Susanne Aschhoff         | 1971 | GRÜNE        | 35 Mannheim I                | Erstmandat                  | 27,8 % | |
|                                                                        | Rainer Balzer            | 1959 | AfD          | 29 Bruchsal                  | Zweitmandat                 | 13,2 % | |
|                                                                        | Alfred Bamberger         | 1957 | AfD          | 42 Pforzheim                 | Nachrücker im Zweitmandat   | 15,8 % | nachgerückt am 5. Januar 2022 für Bernd Grimmer                                                                      |
|                                                                        | Anton Baron              | 1987 | AfD          | 21 Hohenlohe                 | Zweitmandat                 | 14,1 % | ab Januar 2023 Fraktionsvorsitzender                                                                                 |
|                                                                        | Andre Baumann            | 1973 | GRÜNE        | 40 Schwetzingen              | Erstmandat                  | 31,3 % | Staatssekretär im Ministerium für Umwelt, Klima und Energiewirtschaft                                                |
|                                                                        | Alexander Becker         | 1972 | CDU          | 32 Rastatt                   | Zweitmandat                 | 23,8 % | |
|                                                                        | Hans-Peter Behrens       | 1961 | GRÜNE        | 33 Baden-Baden               | Erstmandat                  | 32,6 % | |
|                                                                        | Sascha Binder            | 1983 | SPD          | 11 Geislingen                | Zweitmandat                 | 14,4 % | |
|                                                                        | Dennis Birnstock         | 1991 | FDP/DVP      | 09 Nürtingen                 | Zweitmandat                 | 11,6 % | |
|                                                                        | Thomas Blenke            | 1960 | CDU          | 43 Calw                      | Erstmandat                  | 28,8 % | ab 1. Juli 2023 Staatssekretär im Ministerium des Inneren, für Digitalisierung und Kommunen                          |
|                                                                        | Frank Bonath             | 1972 | FDP/DVP      | 54 Villingen-Schwenningen    | Zweitmandat                 | 12,2 % | |
|                                                                        | Daniel Born              | 1975 | fraktionslos | 40 Schwetzingen              | Zweitmandat                 | 14,8 % | 2021 bis 25. Juli 2025 Vizepräsident und Mitglied der SPD-Fraktion                                                   |
|                                                                        | Sandra Boser             | 1976 | GRÜNE        | 50 Lahr                      | Erstmandat                  | 33,1 % | Staatssekretärin im Ministerium für Kultus, Jugend und Sport                                                         |
|                                                                        | Stephen Brauer           | 1970 | FDP/DVP      | 22 Schwäbisch Hall           | Zweitmandat                 | 13,1 % | |
|                                                                        | Martina Braun            | 1960 | GRÜNE        | 54 Villingen-Schwenningen    | Erstmandat                  | 34,6 % | |
|                                                                        | Tim Bückner              | 1983 | CDU          | 25 Schwäbisch Gmünd          | Zweitmandat                 | 25,8 % | |
|                                                                        | Klaus Burger             | 1958 | CDU          | 70 Sigmaringen               | Zweitmandat                 | 27,8 % | |
|                                                                        | Ayla Cataltepe           | 1972 | CDU          | 10 Göppingen                 | Erstmandat                  | 28,8 % | Partei- und Fraktionswechsel von Grüne zu CDU im Dezember 2024                                                       |
|                                                                        | Sebastian Cuny           | 1978 | SPD          | 39 Weinheim                  | Zweitmandat                 | 13,4 % | |
|                                                                        | Andreas Deuschle         | 1978 | CDU          | 07 Esslingen                 | Zweitmandat                 | 23,8 % | |
|                                                                        | Thomas Dörflinger        | 1969 | CDU          | 66 Biberach                  | Erstmandat                  | 34,1 % | |
|                                                                        | Bernhard Eisenhut        | 1958 | AfD          | 57 Singen                    | Zweitmandat                 | 11,3 % | |
|                                                                        | Konrad Epple             | 1963 | CDU          | 13 Vaihingen                 | Zweitmandat                 | 24,8 % | |
|                                                                        | Nese Erikli              | 1981 | GRÜNE        | 56 Konstanz                  | Erstmandat                  | 42,1 % | |
|                                                                        | Daniela Evers            | 1971 | GRÜNE        | 46 Freiburg I                | Erstmandat                  | 40,2 % | |
|                                                                        | Arnulf Freiherr von Eyb  | 1955 | CDU          | 21 Hohenlohe                 | Zweitmandat                 | 24,4 % | |
|                                                                        | Nicolas Fink             | 1976 | SPD          | 07 Esslingen                 | Zweitmandat                 | 14,4 % | |
|                                                                        | Rudi Fischer             | 1954 | FDP/DVP      | 61 Hechingen-Münsingen       | Zweitmandat                 | 12,6 % | |
|                                                                        | Saskia Frank             | 1987 | GRÜNE        | 57 Singen                    | Nachrückerin im Erstmandat  | 32,1 % | nachgerückt am 1. September 2024 für Dorothea Wehinger                                                               |
|                                                                        | Stefan Fulst-Blei        | 1968 | SPD          | 35 Mannheim I                | Zweitmandat                 | 21,7 % | |
|                                                                        | Christian Gehring        | 1979 | CDU          | 16 Schorndorf                | Zweitmandat                 | 24,2 % | |
|                                                                        | Marion Gentges           | 1971 | CDU          | 50 Lahr                      | Zweitmandat                 | 24,5 % | Ministerin der Justiz und für Migration                                                                              |
|                                                                        | Silke Gericke            | 1974 | GRÜNE        | 12 Ludwigsburg               | Erstmandat                  | 34,6 % | |
|                                                                        | Marilena Geugjes         | 1991 | GRÜNE        | 34 Heidelberg                | Nachrückerin im Erstmandat  | 41,7 % | nachgerückt am 15. Juni 2024 für Theresia Bauer                                                                      |
|                                                                        | Bernd Gögel              | 1955 | AfD          | 44 Enz                       | Zweitmandat                 | 12,9 % | bis Dezember 2022 Fraktionsvorsitzender                                                                              |
|                                                                        | Julia Goll               | 1964 | FDP/DVP      | 15 Waiblingen                | Zweitmandat                 | 13,3 % | |
|                                                                        | Friedrich Haag           | 1989 | FDP/DVP      | 02 Stuttgart II              | Zweitmandat                 | 12,9 % | |
|                                                                        | Petra Häffner            | 1964 | GRÜNE        | 16 Schorndorf                | Erstmandat                  | 29,7 % | |
|                                                                        | Manuel Hagel             | 1988 | CDU          | 65 Ehingen                   | Erstmandat                  | 35,9 % | |
|                                                                        | Sarah Hagmann            | 1985 | GRÜNE        | 58 Lörrach                   | Nachrückerin im Erstmandat  | 35,8 % | nachgerückt am 1. Januar 2024 für Josha Frey                                                                         |
|                                                                        | Martin Hahn              | 1963 | GRÜNE        | 67 Bodensee                  | Erstmandat                  | 36,8 % | |
|                                                                        | Manuel Hailfinger        | 1982 | CDU          | 61 Hechingen-Münsingen       | Zweitmandat                 | 25,0 % | |
|                                                                        | Sabine Hartmann-Müller   | 1962 | CDU          | 59 Waldshut                  | Zweitmandat                 | 22,9 % | |
|                                                                        | Raimund Haser            | 1975 | CDU          | 68 Wangen                    | Zweitmandat                 | 30,6 % | |
|                                                                        | Peter Hauk               | 1960 | CDU          | 38 Neckar-Odenwald           | Erstmandat                  | 31,6 % | Minister für Ernährung, Ländlichen Raum und Verbraucherschutz                                                        |
|                                                                        | Martina Häusler          | 1964 | GRÜNE        | 25 Schwäbisch Gmünd          | Erstmandat                  | 30,1 % | |
|                                                                        | Jochen Haußmann          | 1966 | FDP/DVP      | 16 Schorndorf                | Zweitmandat                 | 16,3 % | |
|                                                                        | Georg Heitlinger         | 1970 | FDP/DVP      | 19 Eppingen                  | Zweitmandat                 | 13,5 % | |
|                                                                        | Uwe Hellstern            | 1960 | AfD          | 45 Freudenstadt              | Zweitmandat                 | 13,2 % | |
|                                                                        | Thomas Hentschel         | 1964 | GRÜNE        | 32 Rastatt                   | Erstmandat                  | 30,4 % | |
|                                                                        | Felix Herkens            | 1995 | GRÜNE        | 42 Pforzheim                 | Erstmandat                  | 26,2 % | |
|                                                                        | Winfried Hermann         | 1952 | GRÜNE        | 02 Stuttgart II              | Erstmandat                  | 39,8 % | Minister für Verkehr                                                                                                 |
|                                                                        | Oliver Hildenbrand       | 1988 | GRÜNE        | 03 Stuttgart III             | Erstmandat                  | 33,9 % | |
|                                                                        | Ulli Hockenberger        | 1956 | CDU          | 29 Bruchsal                  | Erstmandat                  | 27,1 % | |
|                                                                        | Jonas Hoffmann           | 1985 | SPD          | 58 Lörrach                   | Zweitmandat                 | 12,6 % | |
|                                                                        | Nicole Hoffmeister-Kraut | 1972 | CDU          | 63 Balingen                  | Erstmandat                  | 32,6 % | Ministerin für Wirtschaft, Arbeit und Tourismus                                                                      |
|                                                                        | Christoph Höh            | 1963 | GRÜNE        | 70 Sigmaringen               | Nachrücker im Erstmandat    | 32,6 % | nachgerückt am 1. Januar 2025 für Andrea Bogner-Unden                                                                |
|                                                                        | Klaus Hoher              | 1968 | FDP/DVP      | 67 Bodensee                  | Zweitmandat                 | 13,3 % | |
|                                                                        | Cindy Holmberg           | 1975 | GRÜNE        | 61 Hechingen-Münsingen       | Erstmandat                  | 31,6 % | |
|                                                                        | Hans-Peter Hörner        | 1951 | AfD          | 63 Balingen                  | Zweitmandat                 | 12,2 % | |
|                                                                        | Isabell Huber            | 1987 | CDU          | 20 Neckarsulm                | Zweitmandat                 | 25,0 % | |
|                                                                        | Michael Joukov           | 1981 | GRÜNE        | 64 Ulm                       | Erstmandat                  | 36,5 % | |
|                                                                        | Christian Jung           | 1977 | FDP/DVP      | 30 Bretten                   | Zweitmandat                 | 11,4 % | |
|                                                                        | Daniel Karrais           | 1990 | FDP/DVP      | 53 Rottweil                  | Zweitmandat                 | 16,2 % | |
|                                                                        | Hermann Katzenstein      | 1969 | GRÜNE        | 41 Sinsheim                  | Erstmandat                  | 29,3 % | |
|                                                                        | Andreas Kenner           | 1956 | SPD          | 08 Kirchheim                 | Zweitmandat                 | 12,6 % | |
|                                                                        | Catherine Kern           | 1961 | GRÜNE        | 21 Hohenlohe                 | Erstmandat                  | 28,7 % | |
|                                                                        | Timm Kern                | 1972 | FDP/DVP      | 45 Freudenstadt              | Zweitmandat                 | 14,9 % | |
|                                                                        | Simone Kirschbaum        | 1974 | SPD          | 17 Backnang                  | Nachrückerin im Zweitmandat | 19,0 % | nachgerückt am 1. Oktober 2024 für Gernot Gruber                                                                     |
|                                                                        | Miguel Klauß             | 1986 | AfD          | 43 Calw                      | Zweitmandat                 | 13,5 % | |
|                                                                        | Dennis Klecker           | 1990 | AfD          | 19 Eppingen                  | Nachrücker im Zweitmandat   | 13,7 % | nachgerückt am 1. September 2023 für Rainer Podeswa                                                                  |
|                                                                        | Dorothea Kliche-Behnke   | 1981 | SPD          | 62 Tübingen                  | Zweitmandat                 | 11,6 % | |
|                                                                        | Rüdiger Klos             | 1960 | AfD          | 55 Tuttlingen-Donaueschingen | Zweitmandat                 | 12,9 % | |
|                                                                        | Norbert Knopf            | 1967 | GRÜNE        | 37 Wiesloch                  | Erstmandat                  | 29,7 % | |
|                                                                        | Erwin Köhler             | 1995 | GRÜNE        | 19 Eppingen                  | Erstmandat                  | 26,3 % | |
|                                                                        | Petra Krebs              | 1969 | GRÜNE        | 68 Wangen                    | Erstmandat                  | 31,3 % | |
|                                                                        | Winfried Kretschmann     | 1948 | GRÜNE        | 09 Nürtingen                 | Erstmandat                  | 38,8 % | Ministerpräsident |
|                                                                        | Sabine Kurtz             | 1961 | CDU          | 06 Leonberg                  | Zweitmandat                 | 26,0 % | Staatssekretärin im Ministerium für Ernährung, Ländlichen Raum und Verbraucherschutz                                 |
|                                                                        | Daniel Lede Abal         | 1976 | GRÜNE        | 62 Tübingen                  | Erstmandat                  | 39,0 % | |
|                                                                        | Ute Leidig               | 1963 | GRÜNE        | 27 Karlsruhe I               | Erstmandat                  | 39,1 % | Staatssekretärin im Ministerium für Soziales, Gesundheit und Integration                                             |
|                                                                        | Daniel Lindenschmid      | 1992 | AfD          | 17 Backnang                  | Zweitmandat                 | 12,1 % | |
|                                                                        | Andrea Lindlohr          | 1975 | GRÜNE        | 07 Esslingen                 | Erstmandat                  | 35,7 % | Staatssekretärin im Ministerium für Landesentwicklung und Wohnen                                                     |
|                                                                        | Reinhard Löffler         | 1954 | CDU          | 03 Stuttgart III             | Zweitmandat                 | 24,3 % | |
|                                                                        | Cornelia von Loga        | 1979 | CDU          | 33 Baden-Baden               | Nachrückerin im Zweitmandat | 27,8 % | nachgerückt am 1. Dezember 2023 für Tobias Wald                                                                      |
|                                                                        | Siegfried Lorek          | 1977 | CDU          | 15 Waiblingen                | Zweitmandat                 | 25,1 % | Staatssekretär im Ministerium der Justiz und für Migration                                                           |
|                                                                        | Manfred Lucha            | 1961 | GRÜNE        | 69 Ravensburg                | Erstmandat                  | 33,1 % | Minister für Soziales, Gesundheit und Integration                                                                    |
|                                                                        | Winfried Mack            | 1965 | CDU          | 26 Aalen                     | Erstmandat                  | 29,8 % | |
|                                                                        | Thomas Marwein           | 1958 | GRÜNE        | 51 Offenburg                 | Erstmandat                  | 36,8 % | |
|                                                                        | Ansgar Mayr              | 1972 | CDU          | 30 Bretten                   | Zweitmandat                 | 23,0 % | |
|                                                                        | Bernd Mettenleiter       | 1971 | GRÜNE        | 52 Kehl                      | Erstmandat                  | 31,4 % | |
|                                                                        | Matthias Miller          | 1991 | CDU          | 05 Böblingen                 | Zweitmandat                 | 25,3 % | |
|                                                                        | Ralf Nentwich            | 1982 | GRÜNE        | 17 Backnang                  | Erstmandat                  | 24,0 % | |
|                                                                        | Christine Neumann        | 1986 | CDU          | 31 Ettlingen                 | Zweitmandat                 | 24,2 % | |
|                                                                        | Jutta Niemann            | 1970 | GRÜNE        | 22 Schwäbisch Hall           | Erstmandat                  | 28,7 % | |
|                                                                        | Niklas Nüssle            | 1994 | GRÜNE        | 59 Waldshut                  | Erstmandat                  | 31,7 % | |
|                                                                        | Petra Olschowski         | 1965 | GRÜNE        | 04 Stuttgart IV              | Erstmandat                  | 35,6 % | ab 28. September 2022 Ministerin für Wissenschaft, Forschung und Kunst, zuvor Staatssekretärin im selben Ministerium |
|                                                                        | Natalie Pfau-Weller      | 1987 | CDU          | 08 Kirchheim                 | Zweitmandat                 | 24,4 % | |
|                                                                        | Reinhold Pix             | 1955 | GRÜNE        | 48 Breisgau                  | Erstmandat                  | 37,7 % | |
|                                                                        | Thomas Poreski           | 1963 | GRÜNE        | 60 Reutlingen                | Erstmandat                  | 36,2 % | |
|                                                                        | Michael Preusch          | 1975 | CDU          | 19 Eppingen                  | Zweitmandat                 | 24,5 % | |
|                                                                        | Klaus Ranger             | 1961 | SPD          | 20 Neckarsulm                | Zweitmandat                 | 12,7 % | |
|                                                                        | Patrick Rapp             | 1969 | CDU          | 48 Breisgau                  | Zweitmandat                 | 23,9 % | Staatssekretär im Ministerium für Wirtschaft, Arbeit und Tourismus                                                   |
|                                                                        | Nicole Razavi            | 1965 | CDU          | 11 Geislingen                | Erstmandat                  | 27,9 % | Ministerin für Landesentwicklung und Wohnen                                                                          |
|                                                                        | Wolfgang Reinhart        | 1956 | CDU          | 23 Main-Tauber               | Erstmandat                  | 29,6 % | Vizepräsident |
|                                                                        | Niko Reith               | 1969 | FDP/DVP      | 55 Tuttlingen-Donaueschingen | Zweitmandat                 | 13,4 % | |
|                                                                        | Clara Resch              | 1995 | GRÜNE        | 24 Heidenheim                | Nachrückerin im Erstmandat  | 25,8 % | nachgerückt am 1. September 2024 für Martin Grath                                                                    |
|                                                                        | Martin Rivoir            | 1960 | SPD          | 64 Ulm                       | Zweitmandat                 | 13,1 % | |
|                                                                        | Jan-Peter Röderer        | 1986 | SPD          | 41 Sinsheim                  | Zweitmandat                 | 13,8 % | |
|                                                                        | Gabi Rolland             | 1963 | SPD          | 47 Freiburg II               | Zweitmandat                 | 12,7 % | |
|                                                                        | Markus Rösler            | 1961 | GRÜNE        | 13 Vaihingen                 | Erstmandat                  | 34,9 % | |
|                                                                        | Hans-Ulrich Rülke        | 1961 | FDP/DVP      | 42 Pforzheim                 | Zweitmandat                 | 16,1 % | Fraktionsvorsitzender                                                                                                |
|                                                                        | Ruben Rupp               | 1990 | AfD          | 25 Schwäbisch Gmünd          | Zweitmandat                 | 12,0 % | |
|                                                                        | Barbara Saebel           | 1959 | GRÜNE        | 31 Ettlingen                 | Erstmandat                  | 33,5 % | |
|                                                                        | Nadyne Saint-Cast        | 1979 | GRÜNE        | 47 Freiburg II               | Erstmandat                  | 40,3 % | |
|                                                                        | Alexander Salomon        | 1986 | GRÜNE        | 28 Karlsruhe II              | Erstmandat                  | 38,6 % | |
|                                                                        | Emil Sänze               | 1950 | AfD          | 53 Rottweil                  | Zweitmandat                 | 12,8 % | |
|                                                                        | Volker Schebesta         | 1971 | CDU          | 51 Offenburg                 | Zweitmandat                 | 25,4 % | Staatssekretär im Ministerium für Kultus, Jugend und Sport                                                           |
|                                                                        | Sandro Scheer            | 1978 | AfD          | 10 Göppingen                 | Nachrücker im Zweitmandat   | 12,3 % | nachgerückt am 1. April 2025 für Hans-Jürgen Goßner                                                                  |
|                                                                        | Hans Dieter Scheerer     | 1958 | FDP/DVP      | 06 Leonberg                  | Zweitmandat                 | 11,7 % | |
|                                                                        | Katrin Schindele         | 1987 | CDU          | 45 Freudenstadt              | Erstmandat                  | 27,3 % | |
|                                                                        | August Schuler           | 1957 | CDU          | 69 Ravensburg                | Zweitmandat                 | 23,7 % | |
|                                                                        | Albrecht Schütte         | 1970 | CDU          | 41 Sinsheim                  | Zweitmandat                 | 25,9 % | |
|                                                                        | Andrea Schwarz           | 1957 | GRÜNE        | 30 Bretten                   | Erstmandat                  | 32,0 % | |
|                                                                        | Andreas Schwarz          | 1979 | GRÜNE        | 08 Kirchheim                 | Erstmandat                  | 33,1 % | Fraktionsvorsitzender                                                                                                |
|                                                                        | Erik Schweickert         | 1972 | FDP/DVP      | 44 Enz                       | Zweitmandat                 | 16,9 % | |
|                                                                        | Sarah Schweizer          | 1983 | CDU          | 10 Göppingen                 | Zweitmandat                 | 26,5 % | |
|                                                                        | Stefanie Seemann         | 1959 | GRÜNE        | 44 Enz                       | Erstmandat                  | 30,9 % | |
|                                                                        | Peter Seimer             | 1993 | GRÜNE        | 06 Leonberg                  | Erstmandat                  | 32,7 % | |
|                                                                        | Swantje Sperling         | 1983 | GRÜNE        | 15 Waiblingen                | Erstmandat                  | 30,0 % | |
|                                                                        | Christiane Staab         | 1968 | CDU          | 37 Wiesloch                  | Zweitmandat                 | 26,6 % | |
|                                                                        | Willi Stächele           | 1951 | CDU          | 52 Kehl                      | Zweitmandat                 | 27,1 % | |
|                                                                        | Udo Stein                | 1983 | AfD          | 22 Schwäbisch Hall           | Zweitmandat                 | 12,5 % | |
|                                                                        | Katrin Steinhülb-Joos    | 1966 | SPD          | 04 Stuttgart IV              | Zweitmandat                 | 13,2 % | |
|                                                                        | Joachim Steyer           | 1966 | AfD          | 61 Hechingen-Münsingen       | Zweitmandat                 | 12,2 % | |
|                                                                        | Andreas Stoch            | 1969 | SPD          | 24 Heidenheim                | Zweitmandat                 | 20,2 % | Fraktionsvorsitzender                                                                                                |
|                                                                        | Hans-Peter Storz         | 1960 | SPD          | 57 Singen                    | Zweitmandat                 | 12,3 % | |
| Andreas Sturm                                                          | Andreas Sturm            | 1986 | CDU          | 40 Schwetzingen              | Zweitmandat                 | 23,6 % | |
|                                                                        | Stefan Teufel            | 1972 | CDU          | 53 Rottweil                  | Erstmandat                  | 26,7 % | |
|                                                                        | Tayfun Tok               | 1986 | GRÜNE        | 14 Bietigheim-Bissingen      | Erstmandat                  | 34,2 % | |
|                                                                        | Rüdiger Tonojan          | 1972 | GRÜNE        | 49 Emmendingen               | Nachrücker im Erstmandat    | 36,2 % | nachgerückt am 1. April 2025 für Alexander Schoch                                                                    |
| Trauschel auf dem 59. Bundeskongress der Jungen Liberalen in Oldenburg | Alena Trauschel          | 1999 | FDP/DVP      | 31 Ettlingen                 | Zweitmandat                 | 10,2 % | |
|                                                                        | Fadime Tuncer            | 1969 | GRÜNE        | 39 Weinheim                  | Nachrückerin im Erstmandat  | 34,2 % | nachgerückt am 21. Februar 2022 für Uli Sckerl                                                                       |
|                                                                        | Tobias Vogt              | 1985 | CDU          | 14 Bietigheim-Bissingen      | Zweitmandat                 | 24,5 % | |
|                                                                        | Florian Wahl             | 1984 | SPD          | 05 Böblingen                 | Zweitmandat                 | 13,1 % | |
|                                                                        | Armin Waldbüßer          | 1960 | GRÜNE        | 20 Neckarsulm                | Erstmandat                  | 27,4 % | |
|                                                                        | Thekla Walker            | 1969 | GRÜNE        | 05 Böblingen                 | Erstmandat                  | 31,4 % | Ministerin für Umwelt, Klima und Energiewirtschaft                                                                   |
|                                                                        | Jonas Weber              | 1982 | SPD          | 32 Rastatt                   | Zweitmandat                 | 13,6 % | |
|                                                                        | Nico Weinmann            | 1972 | FDP/DVP      | 18 Heilbronn                 | Zweitmandat                 | 12,3 % | |
|                                                                        | Boris Weirauch           | 1977 | SPD          | 36 Mannheim II               | Zweitmandat                 | 15,9 % | |
|                                                                        | Guido Wolf               | 1961 | CDU          | 55 Tuttlingen-Donaueschingen | Erstmandat                  | 29,3 % | |
|                                                                        | Carola Wolle             | 1963 | AfD          | 20 Neckarsulm                | Zweitmandat                 | 13,9 % | |
|                                                                        | Elke Zimmer              | 1966 | GRÜNE        | 36 Mannheim II               | Erstmandat                  | 35,9 % | Staatssekretärin im Ministerium für Verkehr                                                                          |

## Ausgeschiedene Abgeordnete
| Foto | Name                | Lebens- daten | Fraktion | Wahlkreis      | Mandat      | Anteil | Anmerkung                                                            |
| ---- | ------------------- | ------------- | -------- | -------------- | ----------- | ------ | -------------------------------------------------------------------- |
|      | Theresia Bauer      | 1965          | GRÜNE    | 34 Heidelberg  | Erstmandat  | 41,7 % | am 14. Juni 2024 ausgeschieden, Nachfolgerin: Marilena Geugjes       |
|      | Susanne Bay         | 1965          | GRÜNE    | 18 Heilbronn   | Erstmandat  | 30,0 % | am 31. Januar 2022 ausgeschieden, Nachfolgerin: Gudula Achterberg    |
|      | Andrea Bogner-Unden | 1955          | GRÜNE    | 70 Sigmaringen | Erstmandat  | 32,6 % | am 31. Dezember 2024 ausgeschieden, Nachfolger: Christoph Höh        |
|      | Josha Frey          | 1959          | GRÜNE    | 58 Lörrach     | Erstmandat  | 35,8 % | am 31. Dezember 2023 ausgeschieden, Nachfolgerin: Sarah Hagmann      |
|      | Hans-Jürgen Goßner  | 1970          | AfD      | 10 Göppingen   | Zweitmandat | 12,3 % | am 31. März 2025 ausgeschieden, Nachfolger: Sandro Scheer            |
|      | Martin Grath        | 1960          | GRÜNE    | 24 Heidenheim  | Erstmandat  | 25,8 % | am 31. August 2024 ausgeschieden, Nachfolgerin: Clara Resch          |
|      | Gernot Gruber       | 1963          | SPD      | 17 Backnang    | Zweitmandat | 19,0 % | am 30. September 2024 ausgeschieden, Nachfolgerin: Simone Kirschbaum |
|      | Bernd Grimmer       | 1950–2021     | AfD      | 42 Pforzheim   | Zweitmandat | 15,8 % | † 18. Dezember 2021, Nachfolger: Alfred Bamberger                    |
|      | Rainer Podeswa      | 1957          | AfD      | 19 Eppingen    | Zweitmandat | 13,7 % | am 31. August 2023 ausgeschieden, Nachfolger: Dennis Klecker         |
|      | Alexander Schoch    | 1954          | GRÜNE    | 49 Emmendingen | Erstmandat  | 36,2 % | am 31. März 2025 ausgeschieden, Nachfolger: Rüdiger Tonojan          |
|      | Uli Sckerl          | 1951–2022     | GRÜNE    | 39 Weinheim    | Erstmandat  | 35,6 % | † 14. Februar 2022, Nachfolgerin: Fadime Tuncer                      |
|      | Tobias Wald         | 1973          | CDU      | 33 Baden-Baden | Zweitmandat | 27,8 % | am 30. November 2023 ausgeschieden, Nachfolgerin: Cornelia von Loga  |
|      | Dorothea Wehinger   | 1953          | GRÜNE    | 57 Singen      | Erstmandat  | 32,1 % | am 31. August 2024 ausgeschieden, Nachfolgerin: Saskia Frank         |